# 格里米亞奇卡河
赫雷米亞奇卡河（烏克蘭語：Грим'ячка），是烏克蘭西部的河流，屬於烏什齊亞河的左支流。該河流經赫梅利尼茨基州的赫梅利尼茨基區，河道全長20公里，流域面積113平方公里。